# 상조르즈 치즈
상조르즈 치즈(포르투갈어: queijo São Jorge 케이주 상 조르즈[*])는 포르투갈의 상조르즈섬에서 생산되는 소젖 치즈이다. 1996년 11월 13일부터 유럽 연합의 원산지 명칭 보호(PDO)를 받고 있다.